# Relationship of Command
Relationship of Command es el tercer álbum de estudio de la banda tejana de post-hardcore At The Drive-In, grabado y sacado a la venta en septiembre de 2000. Las versiones del álbum y de las ediciones de los sencillos son obra de Damon Locks, inspirados en la guerra de Troya. Como colaboración cabe destacar el trabajo de Iggy Pop en los coros de «Rolodex Propaganda» y en la parte inicial hablada de «Enfilade».
El álbum fue catalogado por la revista Guitar World como uno de los mejores 100 álbumes de guitarra de todos los tiempos, concretamente en el puesto 94, además de aparecer en la 83.ª posición en el ranking de los 100 mejores álbumes de 1985 - 2005 editado por la revista Spin.

## Lista de canciones
| N.º   | Título                 | Duración |  |
| 1.    | «Arcarsenal»           | 2:55     |  |
| 2.    | «Pattern Against User» | 3:17     |  |
| 3.    | «One Armed Scissor»    | 4:19     |  |
| 4.    | «Sleepwalk Capsules»   | 3:27     |  |
| 5.    | «Invalid Litter Dept.» | 6:05     |  |
| 6.    | «Mannequin Republic»   | 3:02     |  |
| 7.    | «Enfilade»             | 5:01     |  |
| 8.    | «Rolodex Propaganda»   | 2:55     |  |
| 9.    | «Quarantined»          | 5:24     |  |
| 10.   | «Cosmonaut»            | 3:23     |  |
| 11.   | «Non-Zero Possibility» | 5:36     |  |
| 45:31 |                        |          |  |

| Reedición por Fearless Records |                    |          |  |
| N.º                            | Título             | Duración |  |
| 12.                            | «Extracurricular"» | 3:59     |  |
| 13.                            | «Catacombs»        | 4:14     |  |
| 53:41                          |                    |          |  |

## Formación
- Cedric Bixler-Zavala - Voz
- Jim Ward - Guitarra, coros y teclados
- Omar Rodríguez-López - Guitarra y coros
- Paul Hinojos - Bajo
- Tony Hajjar - Batería

## Posicionamiento
| Año  | País                        | Posición |
| ---- | --------------------------- | -------- |
| 2000 | UK Albums Chart             | 33       |
| 2000 | Billboard 200 (U.S.)        | 116      |
| 2000 | Billboard Heatseekers (U.S) | 1        |
| 2000 | Australian Albums Chart     | 25       |